# Prem Tinsulanonda
Prem Tinsulanonda (în thailandeză เปรม ติณสูลานนท์; n. 26 august 1920, Districtul Mueang Songkhla, Provincia Songkhla, Thailanda – d. 26 mai 2019, Thung Phaya Thai⁠(d), Bangkok, Thailanda) a fost un ofițer militar, politician și om de stat thailandez, care a activat ca prim-ministru al Thailandei între 3 martie 1980 și 4 august 1988.